# Гросшвайдниц
Гросшвайдниц (нем. Großschweidnitz) — община в Германии, в земле Саксония. Подчиняется административному округу Дрезден. Входит в состав района Гёрлиц. Подчиняется управлению Лёбау.  Население составляет 1363 человека (на 31 декабря 2010 года). Занимает площадь 7,30 км².
Коммуна подразделяется на 2 сельских округа.